# Занковци
Занковци (итал. Zancovici) су насељено место у саставу општине Кршан у Истарској жупанији, Хрватска. До територијалне реорганизације у Хрватској налазили су се у саставу старе општине Лабин.

## Становништво
Према последњем попису становништва из 2011. године у насељу Занковци живело је 8 становника.
| година пописа  | 1857 | 1869 | 1880 | 1890 | 1900 | 1910 | 1921 | 1931 | 1948 | 1953 | 1961 | 1971 | 1981 | 1991 | 2001 | 2011 |
| бр. становника | 0    | 0    | 184  | 170  | 180  | 208  | 0    | 0    | 163  | 141  | 114  | 58   | 28   | 21   | 10   | 8    |

Напомена:Исказује се као насеље од 1880. У 1857, 1869, 1921. и 1931. подаци су садржани у насељу Кострчани. Од 1948. до 1961. исказивано под именом Жанковци. Садржи податке за бивше насеље Дражине које је од 1880. до 1910. и 1948. исказано као насеље и бивше насеље Шкабићи које је 1880. i 1948. исказано као насеље.